# Кржижановский, Адриан
Адриан Кржижано́вский (пол. Adrian Krzyżanowski; 1788—1852) — русский и польский историк.

## Биография
Адриан Кржижановский родился 8 сентября 1788 года. Был профессором в Варшаве. Главные труды: «Z czyjej bardziej winy, krolów czy narodu, Polska upadła» (Кельцы, 1821); «O życiu uczonem Stanisława Solskiego» (Варш., 1822); «Dawna Polska ze stanowiska jej udziału w dziejach postępującej ludzkości skreślona w jubileuszowym Mikołaja Kopernika roku 1843» (Варш., 1844); это наиболее капитальное исследование Кржижановского интересно в связи с тем, что в нём впервые в польской литературе проявляется влияние Огюста Конта.
Адриан Кржижановский умер 21 августа 1852 года.